# Rudi Glöckner
Rudolf Glöckner, (Markranstädt, República Democrática Alemana, 20 de marzo de 1929 – Markranstädt, Alemania, 25 de enero de 1999) —conocido como Rudi—, fue un árbitro de fútbol alemán.
Es recordado principalmente por haber dirigido la final de la Copa Mundial de Fútbol de 1970 entre Brasil e Italia en el Estadio Azteca de la Ciudad de México. Hasta ahora, es el único árbitro de nacionalidad alemana en haber tenido este privilegio (aunque en aquel momento como representante de Alemania Oriental).
Glöckner ha transcurrido una larga carrera como árbitro internacional, dirigiendo partidos de fútbol de los Juegos Olímpicos de Tokio de 1964 (República Árabe Unida-Corea del Sur 10:0 y los cuartos de final entre la entonces República Árabe Unida y Ghana 5:1) y de los Juegos Olímpicos de Múnich de 1972 (Marruecos-Estados Unidos 0:0) y los del campeonato europeo de fútbol de 1972 en Bélgica (donde dirigió la semifinal entre Unión Soviética y Hungría). En total ha participado en 2 Juegos Olímpicos y 2 Copas del Mundo.
En sus palmarés figuran también la dirección de una final de la Copa Intercontinental (en 1970 en Buenos Aires, entre Estudiantes y Feyenoord), de dos finales de Liga Europea de la UEFA (en 1971, Leeds United-Juventus y en 1976, Bruges-Liverpool), y de una final de Supercopa de Europa (en 1974, Ajax de Ámsterdam-Milan).
También cuenta con tres semifinales de la Liga de Campeones de la UEFA (arbitradas en 1968, en 1972 y en 1973), una semifinal de Recopa de Europa (en 1966) y una en Copa UEFA (en 1975).
Glöckner sufrió fuertes contestaciones inmediatamente después de la final del encuentro de las calificaciones para los Europeos de 1976 entre Gales y Yugoslavia en el Ninian Park de Cardiff, en el cual los galeses fueron eliminados en los cuartos de final; el árbitro de la Alemania del Este, para poder salir del terreno de juego, debía ser escoltado por 16 agentes de policía.
Se recuerda otro episodio curioso relativo al árbitro alemán: con motivo de la final del Mundial de 1970, fueron izadas las banderas de las naciones finalistas y de la nación del director de la competición, pero por un descuido de los organizadores fue izada la bandera de la República Federal Alemana, en vez de poner la de la República Democrática Alemana. A pesar de las protestas de Glöckner, no se encontró la bandera.